# Зиларт
Зиларт — строящийся жилой комплекс на территории бывшей промзоны «ЗИЛ» в Даниловском районе Москвы по мастерплану архитектурного бюро Меганом. Часть второго по величине проекта комплексного редевелопмента в Европе.

## История

### Проект развития территории
В конце 2012 правительством Москвы было принято решение о сохранении производства на южной площадке завода «ЗИЛ», площадью 50 га, остальные площади планировалось отдать под технопарк и строительство жилых зданий. К 2020 году планировалось снести три четверти существовавших заводских построек, часть зданий сохранить в декоративных целях и переоборудовать в музей и выставочный центр, а автомобильное производство сохранить на площади 50—80 гектаров.
Весной 2013 года принят проект планировки производственной зоны «ЗИЛ». Территорию разделили на девять частей, в которых запланированы жилые микрорайоны, деловой центр, парки, спортивный кластер, и другие объекты. В результате планировалось создать «город в городе» с транспортной инфраструктурой, рабочими местами и социальными объектами. Застройка поделена на две территории: северную и южную части ЗИЛа.
29 октября 2013 мэр Москвы Сергей Собянин, открывая заседание городского правительства, на котором был утверждён проект планировки территории завода ЗИЛ, сообщил, что там должен появиться район, где будут жить 30 тысяч человек. Должно было сохраниться, по словам Собянина, и автомобильное производство, но в меньших масштабах и «в экологически приемлемом варианте». «Для производства будет использоваться территория, приближенная к ТЭЦ» — заявлял мэр.
Возводит жилой комплекс «Группа ЛСР».

### Состав ЖК
В жилом комплексе запланировано строительство 31 дома с высотой от 1 до 40 этажей, офисные и торговые площади, 9 детских садов, две школы, музейный центр современного искусства «Эрмитаж-Москва», медицинский центр, концертный зал, спортивная площадка.

### Попадание беспилотного летательного аппарата
24 июля 2023 года, в период российского вторжения на Украину, БПЛА предположительно запущенный с украинской стороны повредил одно из нежилых зданий бизнес-центра на проспекте Лихачева, 15, где находится магазин "Леруа Мерлен"..

## Архитектура

### Лот №1 и №2
Первый и второй лоты жилого комплекса спроектировало бюро Сергея Скуратова.

### Лот №3
Архитектурой третьего дома занималась мастерская «Евгений Герасимов и партнёры» .

### Лот №4
Группа «Мезонпроект» стала авторами концепции четвертого лота.
Дом с круглыми окнами спроектировало бюро «Цимайло Ляшенко и Партнёры».

### Лот №6
Концепцией шестого лота занималось архитектурное бюро SPEECH.

### Лот №7
Седьмой дом жилого комплекса спроектировало бюро «Урбис-СПБ».

### Лот №8
Авторство концепции восьмого лота принадлежит «Проекту Меганом».

### Лот №17
Корпуса семнадцатого лота — это соединение идей четырёх архитектурных бюро — голландского SVESMI, DROM, немецкого MOSSINE Partners и российской мастерской Wowhaus.

## Сданные дома
В конце 2018 года были введены в эксплуатацию первые четыре дома жилого комплекса — лоты 3,4,5 и 6. Совокупная площадь домов составила 200 тыс.м² недвижимости. Это более 1,3 тыс. квартир и почти 10 тыс.м² коммерческих помещений.

## Улицы
В марте 2016 года на заседании президиума московского правительства было принято решение назвать 14 улиц и проездов, образуемых в результате застройки территории бывшего завода имени Лихачева (ЗИЛ), именами художников-авангардистов и архитекторов-конструктивистов.
- Улица Кандинского
- Улица Родченко
- Улица Татлина
- Улица Лентулова
- Улица Варвары Степановой
- улица Льва Юдина
- Улица Лисицкого
- бульвар Братьев Весниных
- набережная Марка Шагала
- Улица Архитектора Гинзбурга
- Улица Архитектора Голосова
- Улица Архитектора Щусева
- Улица Архитектора Мельникова
- Улица Архитектора Леонидова

1 августа 2018 года получил название проектируемый проезд № 4965 (Центральная магистраль ЗИЛа) — проспект Лихачёва, а также проектируемый проезд № 7018 — Зиловский бульвар
На этой территории планируется построить два пешеходных и один автомобильный мост. Пешеходные мосты станут продолжением прогулочной зоны и набережных, а автомобильный пройдет параллельно путепроводу на МЦК и станет продолжением одной из центральных магистралей полуострова «ЗИЛ».

## Музейный центр «Эрмитаж-Москва»
В жилом комплексе будет построен музейный центр «Эрмитаж-Москва», который проектирует Нью-йоркский архитектор Хани Рашид. Осенью 2015 года на главной площадке 6-й Московской биеннале современного искусства прошла презентация проекта. По словам Рашида, идея проекта пятиэтажного музея была подсказана работами русских конструктивистов 1920-х годов, американских модернистов середины 1960-х и новыми технологиями XXI века. Данный проект — часть масштабной программы «Эрмитаж 20/21», в рамках которой крупнейший в России музей планирует открыть по всему миру целый ряд филиалов, сфокусированных преимущественно на современном искусстве.

## Скульптура RockGrowth
В жилом комплексе на Бульваре Братьев Весниных напротив 8 лота должна была появиться скульптура RockGrowth («Рост камней») авторства французского дизайнера, архитектора и художника Арика Леви. Арт-объект высотой с пятиэтажный дом и весом 11,5 тонн был уже изготовлен и ожидалось его прибытие в Москву. В конце 2019 года было принято решение не устанавливать скульптуру. 

## Награды
- В октябре 2016 года в Лондоне состоялась церемония награждения участников международной премии в сфере недвижимости European Property Awards. Жюри конкурса признало жилой комплекс «Зиларт» лучшим в двух номинациях — Residential/Renovation Redevelopment и High-Rise Architecture[30].
- В июне 2017 года ЖК «Зиларт» стал лауреатом национального этапа конкурса FIABCI PRIX D`EXCELLENCE 2017[31]. Жюри конкурса признало жилой комплекс лучшим в номинации «Комплексное развитие застроенных территорий».
- В ноябре 2018 года ЖК «Зиларт» победил в трех номинациях премии Urban Awards 2018 — «Лучший проект комплексного освоения территории», «Лучшая концепция благоустройства и инфраструктуры» и «Лучший жилой комплекс Москвы» по результатам онлайн-голосования пользователей сервиса «Яндекс. Недвижимость»[32].